# 新铺镇 (关岭县)
新铺镇，是中华人民共和国贵州省安顺市关岭布依族苗族自治县下辖的一个乡镇级行政单位。
2013年5月24日，贵州省人民政府批复同意撤销新铺乡，设置新铺镇，镇人民政府驻新光村。

## 行政区划
新铺镇下辖以下地区：
新光村、大盘江村、胡生沟村、岭丰村、大坪村、巴茅林村、纳麻村、凉帽村、江西坪村、农场村、松德村、黄丰村、白云村、麻洼村、沙兴村和炭山村。